# Séquia d'Auir
La Séquia d'Auir és una séquia de l'horta de Gandia (Safor), construïda al segle xii després de la conquesta catalana. Aquesta séquia discorre de forma paral·lela a la costa mediterrània, entre els rius Xeraco i el de Sant Nicolau. Els termes municipals que es veuen benificiats del reg de les aigües de la séquia són Xeraco, Xeresa i Gandia.